# Crab Hill
Crab Hill är en ort på Barbados.   Den ligger i parishen Saint Lucy, vid kusten i den nordvästra delen av landet, 24 km norr om huvudstaden Bridgetown.